# Танини
Танини, Танени (XV век до н. э.) — древнеегипетский хронист периода XVIII династии.
Танини был придворным писцом фараона Тутмоса III, сопровождая его во всех семнадцати походах фараона в Азию. Его титул гласил «царский писец и командующий солдатами». Как свидетельствует автобиография царского летописца, сохранившаяся в его гробнице TT74 в Шейх-Абд-эль-Курне, Танини был автором «Анналов Тутмоса III» (хроники военных походов Тутмоса III), выдержки из которых сохранились на стенах Карнакского храма Амона, в Зале анналов. Таким образом, Танини задокументировал первое подробно известное нам сражение в истории — битву при Мегиддо (1457 до н. э.).
Гробница Танени расположена западнее Фив и содержит автобиографические сведения, впервые отмеченные Шампольоном.